# Ordine dell'Eroe del lavoro socialista
L'ordine dell'Eroe del lavoro socialista (in serbo croato:Orden junaka socijalističkog rada, in sloveno:Red junaka socialističnega dela, in macedone:Орден на јунак на социјалистичката работа) fu la quarta più elevata onorificenza di stato assegnata nella Jugoslavia. Fu assegnata a cittadini, aziende e squadre sportive a seguito del conseguimento di risultati eccezionali nel proprio campo. L'ordine fu assegnato per un totale di 114 volte fino al 1986. A seguito della dissoluzione della Jugoslavia, le attribuzioni furono interrotte.

## Storia
L'Ordine del Eroe del lavoro socialista è stato formalmente istituito l'8 dicembre 1948 come equivalente jugoslavo al titolo di Eroe del lavoro socialista conferito in Unione Sovietica. L'ordine è stato ufficialmente conferito dal presidente della Jugoslavia.
Il primo insegnito dell'ordine fu Moša Pijade , nel 1949. Solo due persone hanno ricevuto l'ordine due volte: Edvard Kardelj (nel 1955 e postumo nel 1979) e Đuro Pucar (nel 1955 e postumo nel 1979). Cinque donne hanno ricevuto il premio: Spasenija Cana Babović, Anka Berus, Lidija Šentjurc, Vida Tomšič e Ida Sabo. L'unico straniero che ha ricevuto il premio è stato il Presidente della Romania e segretario generale del Partito comunista romeno, Nicolae Ceaușescu, che ha ricevuto il premio nel mese di gennaio 1978.

## Assegnatari
La lista degli assegnatari comprende:
- Josip Broz Tito — assegnato nel 1950 (vedi Onorificenze di Josip Broz Tito)
- Ivo Andrić — assegnato il 9 ottobre 1972
- Vladimir Bakarić
- Džemal Bijedić
- Veljko Vlahović
- Ivan Gošnjak
- Oskar Davičo
- Peko Dapčević
- Stane Dolanc
- Edvard Kardelj
- Boris Kidrič
- Lazar Koliševski
- Miroslav Krleža
- Mihailo Lalić
- Cvijetin Mijatović
- Kosta Nađ
- Moša Pijade
- Hamdija Pozderac
- Aleksandar Ranković
- Ivan Ribar
- Pavle Savić
- Đuro Salaj
- Alija Sirotanović
- Petar Stambolić
- Rodoljub Čolaković
- Mika Špiljak